# Морско шило
Морското шило (Nerophis ophidion) е вид морска игла от семейство иглови (Syngnathidae). Видът не е застрашен от изчезване.

## Разпространение и местообитание
Разпространен е в Албания, Алжир, Белгия, Босна и Херцеговина, България, Великобритания (Северна Ирландия), Германия, Гибралтар, Грузия (Абхазия), Гърнси, Гърция (Егейски острови и Крит), Дания, Джърси, Египет (Синайски полуостров), Естония, Израел, Ирландия, Испания (Балеарски острови и Северно Африкански територии на Испания), Италия (Сардиния и Сицилия), Латвия, Либия, Ливан, Литва, Малта, Ман, Мароко, Монако, Норвегия, Оландски острови, Полша, Португалия, Румъния, Русия (Европейска част на Русия и Калининград), Сирия, Словения, Тунис, Турция, Украйна (Крим), Финландия, Франция (Корсика), Хърватия, Черна гора и Швеция.
Обитава крайбрежията и пясъчните дъна на сладководни и полусолени басейни и морета. Среща се на дълбочина от 2 до 15 m, при температура на водата от 6,9 до 10,3 °C и соленост 34,6 – 35,5 ‰.

## Описание
На дължина достигат до 30 cm.